# Radamaea perrieri
Radamaea perrieri är en snyltrotsväxtart som först beskrevs av Bonati, och fick sitt nu gällande namn av Jean-Henri Humbert. Radamaea perrieri ingår i släktet Radamaea och familjen snyltrotsväxter. Inga underarter finns listade i Catalogue of Life.